# Vestigingswet
Met vestigingswet worden meerdere wetten bedoeld. Het kan gaan over een wet die bepaalde vergunningen of diploma's vereist van ondernemers die een bepaald soort bedrijf willen starten. In België wordt de term "vestigingswet" ook gebruikt in verband met de geografische beperking voor het vestigen van apotheken, en ook als het gaat over de wetgeving op de vestiging van grote handelszaken, ook bekend als de IKEA-wet. 
Zowel in Nederland als in België bestond of bestaat wetgeving met de naam Vestigingswet in verband met het hebben van een bepaalde beroepsbekwaamheid. Het accent bij de Nederlandse wet lag op de vereiste vakbekwaamheid met het doel de consument te verzekeren van een product of dienst van goede kwaliteit. De Belgische wetgever beoogt met deze wetgeving de kwaliteit van het ondernemerschap om op die manier de slaagkansen van de zelfstandige te vergroten.  De wet heeft dan ook 2 belangrijke luiken: basiskennis van het bedrijfsbeheer en beroepsbekwaamheid. 
In de loop der jaren is de kritiek op deze wetten toegenomen, omdat deze de vrije mededinging belemmeren. Nadelen die aan deze vestigingsbeperkingen werden toegeschreven zijn: 
- Door de beperking van de concurrentie worden de prijzen te hoog, en de bedrijven worden niet gestimuleerd om met nieuwe producten of verbeterde dienstverlening te komen.
- Het stellen van diploma-eisen voorkomt slechte kwaliteit van dienstverlening door beunhazerij, maar stimuleert niet tot voortdurende kwaliteitsverbetering.
- Startende ondernemers worden door deze wetten belemmerd, terwijl die juist zorgen voor economische groei en groei van werkgelegenheid.

Daarom werd de werking van deze wetten in Nederland de laatste tijd beperkt, sinds 18 juli 2007 is de Nederlandse vestigingswet afgeschaft. Op de BES-eilanden bestaat nog wel een vestigingswet: de Wet vestiging bedrijven BES.
In België bestaat er weinig kritiek op de vestigingswetgeving.  Wel is iedereen het erover eens dat de administratieve rompslomp moet worden beperkt.  Het moet allemaal eenvoudiger en sneller, maar het principe van de vestigingswet als behoedster van de kwaliteit van het bedrijfsmanagement blijft overeind.  Maar het beleid beseft ook dat het succes van een ondernemer van meerdere factoren afhangt.  Daarom is er momenteel veel belangstelling rond ondernemerschap, dat wil zeggen het vermogen om creatief en innoverend te zijn en risico's te willen nemen. 

## Zie verder
- Nederland: Vestigingswet bedrijven 1954
- België: Belgische Vestigingswet